# Ormes, Marne

Ormes este o comună în departamentul Marne, Franța. În 2009 avea o populație de 450 de locuitori.